# Estefania de Bèlgica
Estefania de Bèlgica, arxiduquessa d'Àustria (Palau de Laeken 1864 - Pannonhalma (Hongria) 1945). Princesa de Bèlgica, princesa de Saxònia-Coburg Gotha i duquessa a Saxònia amb el tractament d'altesa reial que contragué matrimoni en el si de la mil·lenària casa d'Àustria.
Nascuda al Palau de Laeken el dia 21 de maig de l'any 1864, essent filla del rei Leopold II de Bèlgica i de l'arxiduquessa Maria Enriqueta d'Àustria. Estefania era neta per via paterna del rei Leopold I de Bèlgica i de la princesa Lluïsa d'Orleans i per via materna de l'arxiduc Josep Antoni d'Àustria i de la princesa Maria Dorotea de Württemberg. Estefania contragué matrimoni el 10 de maig de l'any 1881 a Viena amb l'arxiduc Rodolf d'Àustria, fill primogènit de l'emperador Francesc Josep I d'Àustria i de la duquessa Elisabet de Baviera. La parella va tenir una única filla: Elisabet d'Àustria, nascuda al Palau de Laxenburg el 1883 i morta a Viena el 1963. Aquesta es va casar l'any 1902 amb el príncep Otó de Windisch-Gaetz de qui es va divorciar el 1924 per casar-se amb el líder socialdemòcrata austríac Leopold Petznek el 1948.
Les múltiples relacions extramatrimonials de l'arxiduc Rodolf d'Àustria provocaren la transmissió d'una malaltia venèria a la princesa belga que la deixà estèril i incapacitada per tenir un hereu mascle per la Corona d'Àustria. El dia 30 de gener de l'any 1889 l'arxiduc Rodolf d'Àustria fou trobat mort al refugi de caça de Mayerling a la Baixa Àustria, al costat de l'arxiduc s'hi trobà el cos de la baronessa Maria Vetsera. La mort de l'arxiduc i hereu austríac ha despertat des del mateix 1889 nombroses llegendes i explicacions que van des del complot francorús - tal com explicaren entre d'altres la princesa Zita de Borbó-Parma, última emperadriu d'Àustria - al suïcidi pactat de la parella.
En tot cas, la mort de l'arxiduc condemnà a la princesa Estefania a ser una figura menor en el si de la Cort de Viena, fins que l'any 1900 contragué matrimoni amb l'aristòcrata hongarès, el comte Elemér Lónyay de Nagy-Lónya i Vásáros-Namény. Com a conseqüència del casament Elemér fou elevat a la categoria de príncep per l'emperador Francesc Josep I d'Àustria que alhora retirà el títol d'arxiduquessa i el tractament d'altesa imperial a la princesa belga. El segon casament de la princesa Estefania mai no fou entès a la cort de Brussel·les i a conseqüència d'això, el rei Leopold II de Bèlgica, mort l'any 1909, excloé del testament a la princesa Estefania i a la princesa Lluïsa de Bèlgica, llavors divorciada del príncep Felip de Saxònia-Coburg Gotha. Lluïsa i Estefania recorregueren a la justícia belga per reclamar la part legal que els corresponia de la fortuna de Leopold considerada la desena fortuna a nivell mundial.

Arran del casament amb l'aristòcrata hongarès, la princesa Estefania es retirà de la vida cortesana de Viena i s'instal·là al castell hongarès d'Orozvar. Durant el llarg període que visqué a Orozvar escrigué les seves memòries, redactades en francès, portaven per títol: "Jo havia d'ésser emperadriu". Arran de l'avenç de les tropes soviètiques sobre Hongria al llarg de l'any 1945, la princesa es veié obligada a abandonar el Castell d'Orozvar i refugiar-se al Monestir benedictí de Pannonhalma on morí el dia 25 d'agost de 1945 com a conseqüència d'una congestió cerebral. 